# Малая единица гражданского деления
Малая единица гражданского деления (англ. minor civil division, MCD) — термин Бюро переписи населения США, используемый для первичного государственного или административного деления округов, объединяющий такие понятия как тауншип, участок (англ. precinct) или магистратурный округ (англ. magisterial district). По состоянию на 2010 год такие единицы существуют в 29 штатах и округе Колумбия. В Нью-Йорке и Новой Англии ими являются тауны.
По состоянию на 1990 год все или многие малые единицы гражданского деления использовались для общего административно-территориального управления в 20 штатах: Коннектикут, Иллинойс, Индиана, Канзас, Мэн, Массачусетс, Мичиган, Миннесота, Миссури, Небраска, Нью-Гемпшир, Нью-Джерси, Нью-Йорк, Северная Дакота, Огайо, Пенсильвания, Род-Айленд, Южная Дакота, Вермонт и Висконсин. Большинство из этих единиц юридически являлись таунами или тауншипами. Управленческие функции варьировались от полного отсутствия до определённой автономии, в наибольшей степени — в качестве инкорпорированного муниципалитета. Малые гражданские единицы относятся к иной категории, нежели инкорпорированные территории, из-за чего бывает путаница с их положением в тех штатах, где они пользуются развитым самоуправлением, например, в Мичигане, штатах Новой Англии, Нью-Джерси, Нью-Йорке и Пенсильвании.
В штатах, не имеющих малых единиц гражданского деления, в основном, на юге и западе, Бюро переписи самостоятельно определяет деление округа для переписи населения (Census County Divisions). В штатах, где малые единицы гражданского деления не покрывают всей территории, Бюро переписи определяет дополнительные участки, обозначая их как неорганизованные территории, эквивалентные для целей статистики малым единицам. В 2008 году штат Теннесси перешёл от использования округов для переписи населения к малым единицам, в результате чего общее число использующих их штатов увеличилось до 29.
В штатах, использующих малые единицы и граничащих с береговой линией, внутренними водами или Великими озерами, Бюро переписи населения присваивает водным участкам штата, юридически не входящим в систему деления округов, код 00000 по стандарту FIPS или 00000000 по стандарту ANSI.